# Poulet frit
Cet article possède un paronyme, voir Poule et Frites.
Ne doit pas être confondu avec Bâtonnet de poulet ou Nugget de poulet.
Le poulet frit est du poulet passé dans une mixture à paner puis frit dans l'huile, à la poêle ou sous pression.

## Description
Cette recette est originaire d'Écosse et d'Afrique de l'Ouest et a été exportée sur les territoires du sud des États-Unis par les immigrants écossais ainsi que par les esclaves déportés originaires d'Afrique de l'Ouest.
La croûte panée bien assaisonnée, qui a rendu l'excès de graisse, est une caractéristique du poulet frit bien fait. Le poulet lui-même peut être en morceaux avec l'os et la peau, ou bien des morceaux sans os ni peau, composé habituellement de blanc, parfois coupé en lanières de la largeur d'un doigt qu'on appelle en Amérique du Nord anglophone des chicken fingers et au Québec des « doigts de poulet ».
Le poulet frit peut être accompagné d’une sauce Kentucky, citron, aigre-douce, barbecue, ou pimentée comme pour le hot chicken américain.
En Corée, le poulet frit coréen a une déclinaison spécifique.

## Restauration
Certaines chaîne de restauration servent principalement du poulet frit, comme :
- KFC/PFK ;
- Popeyes Chicken & Biscuits ;
- Dixie Lee.